# William Petty
Sir William Petty FRS (Romsey, 26 de maig de 1623 – 16 de desembre de 1687) va ser un filòsof i economista anglès. Va servir Oliver Cromwell i la Commonwealth a Irlanda. Va desenvolupar mètodes eficients per examinar les terres que havien de ser confiscades i lliurades als soldats de Cromwell. També va aconseguir mantenir-se prominent sota el rei Carles II d'Anglaterra i el rei Jaume II d'Anglaterra, així com van fer molts altres que havien servit a Cromwell.
Breument va ser membre del Parliament of England i membre de la Royal Society. És per les seves teories sobre l'economia i els seus mètodes d'aritmètica política que se'l recorda millor, però li és atribuïda la filosofia del laissez-faire, laissez passer en relació amb l'activitat del govern. Va ser nomenat cavaller el 1661. Va ser besavi del primer ministre William Petty, 2n comte de Shelburne i 1er marquès de Lansdowne.
Era amic de Samuel Pepys.
Petty és conegut per la història de l'economia i els seus escrits d'estadística, pre-Adam Smith. D'interès concret és la seva anàlisi estadística. El treball de Petty en aritmètica política, juntament amb el treball de John Graunt, va establir les bases per a les tècniques dels cens moderns. D'altra banda, aquest treball en l'anàlisi estadística, quan es va ampliar encara més per escriptors com Josiah Child va documentar algunes de les primeres exposicions d'assegurances modernes. Vernon Louis Parrington l'assenyala com un expositor primerenc de la teoria del valor del treball tal com es va tractar en el Tractat d'impostos el 1692.

## Publicacions
- A Treatise of Taxes and Contributions (1662)
- Political Arithmetic posthum. (approx. 1676, pub. 1690)
- Verbum Sapienti posthum. (1664, pub. 1691)
- Political Anatomy of Ireland posthum. (1672, pub. 1691)
- Quantulumcunque Concerning Money (‘something, be it ever so small, about money’)[2] posthum. (1682, pub. 1695)[3]
- An Essay Concerning the Multiplication of Mankind. (1682)